# Petrus (geslacht)
Petrus is een monotypisch geslacht van straalvinnige vissen uit de familie van de zeebrasems (Sparidae), orde baarsachtigen (Perciformes).

## Soort
- Petrus rupestris (Valenciennes, 1830) – Rode steenbrasem